# Kōsei Saitō
Pour les articles homonymes, voir Saito.
Kōsei Saitō (斎藤 光正, Saitō Kōsei), né le 15 juillet 1932 et mort le 25 novembre 2012, est un réalisateur japonais.

## Biographie
Kōsei Saitō fait ses études à l'université Hitotsubashi.
Il a réalisé onze films de 1967 à 1986.

## Filmographie
Sauf indication contraire, la filmographie de Kōsei Saitō est établie à partir de la base de données JMDb
- 1967 : Shayō no omokage (斜陽のおもかげ?)

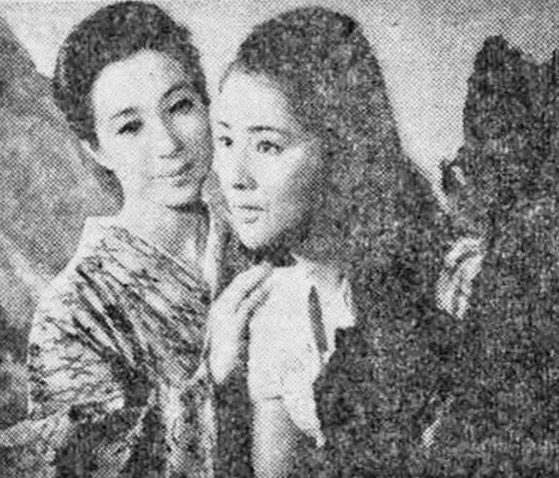
Michiyo Aratama et Sayuri Yoshinaga dans Shayō no omokage (1967).

- 1971 : Sannin no onna: Yoru no chō (三人の女 夜の蝶?)[2]
- 1971 : Onna no iji (女の意地?)[3]
- 1979 : Akuma ga kitarite fue o fuku (悪魔が来りて笛を吹く?)
- 1979 : Les Guerriers de l'Apocalypse (戦国自衛隊, Sengoku jieitai?)
- 1980 : Keiji chindōchū (刑事珍道中?)
- 1980 : Nippon keishi-chō no haji to iwareta futari: Keiji chindōchū (ニッポン警視庁の恥といわれた二人 刑事珍道中?)
- 1982 : Ninja Wars (伊賀忍法帖, Iga ninpōchō?)
- 1983 : Tsumiki kuzushi (積木くずし?)
- 1986 : Kizudarake no kunshō (傷だらけの勲章?)
- 1986 : The Checkers (en): Song for USA (チェッカーズ SONG FOR U.S.A.?)